# Mario Casella (Autor)

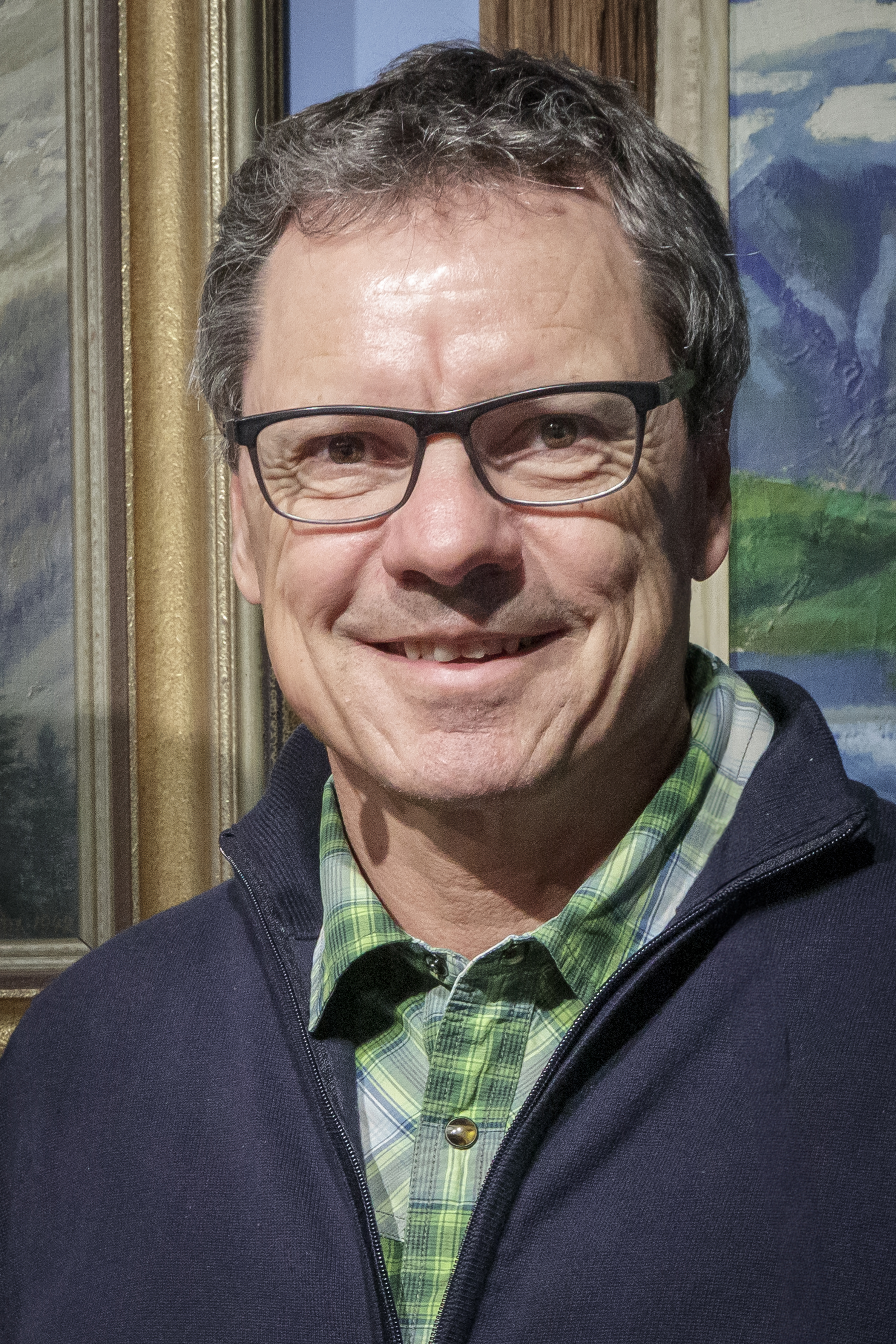
Mario Casella

Mario Casella (* 24. Juni 1959 in Sorengo) ist ein Schweizer Bergführer, Journalist, Filmemacher und Buchautor.

## Leben
Mario Casella wuchs in Sorengo im Tessin auf. Er studierte Literatur an der Universität Genf und diplomierte 1983 in Licence ès Lettres.
Seit seiner Jugend ist er Bergsteiger; 1985 schloss er die Ausbildung zum Bergführer UIAGM ab. Gleichzeitig begann er als Journalist für Radiotelevisione Svizzera RSI zu arbeiten. Er realisierte Reportagen, u. a. in den Oststaaten, Afghanistan, China, der DDR und Berlin während des Mauerfalls. Von 1997 bis 2000 war er USA-Korrespondent für RSI in Washington.
Ab 2000 arbeitete er Teilzeit für RSI, daneben freischaffend als Bergführer, Filmemacher und Buchautor. Er realisierte Dokumentarfilme und schrieb Bücher über seine Expeditionen im Himalaya, im Kaukasus, in den Karpaten, den Anden, Südamerika und Alaska, oft in Zusammenarbeit mit dem Schweizer Filmemacher und Alpinisten Fulvio Mariani und dessen Produktionsfirma Iceberg Film.
Von 2004 bis 2007 war Casella Redaktor des Informationsmagazins Falò von RSI. 2012 entwickelte er mit Fulvio Mariani für RSI die Sendung Sottosopra, ein Wochenmagazin zu alpinen Themen. In den Jahren 2015 bis 2018 produzierte er mit Fulvio Mariani eine Serie von Dokumentarfilmen über das Leben der Menschen entlang der alten Seidenstrasse, Le nevi della seta.
Seit 2021 arbeitet er als freischaffender Filmemacher, Buchautor und Bergführer. 2022 erschien sein erster Roman, Senza Scarpe.
Mario Casella ist verheiratet mit Lisa und Vater einer Tochter und eines Sohnes.

## Alpinismus und Expeditionen (Auswahl)
- 1982: Expedition Cordillera Blanca, Nevado Chopicalqui (6354 m) und Nevado Huascaran Sur (6768 m).
- 1986: Ladakh Trekking mit Ehefrau Lisa.
- 1986: Versuch einer neuen Route im Alpinstil auf den Vasuki Parbat in Indien.
- 1989: Cho Oyu (8201 m) von Tibet aus, im Alpinstil ohne Sauerstoff.
- 1989: Versuch Shishapangma, Rückzug wegen Wetter.
- 1994: Pik Lenin (7134 m) mit Ehefrau Lisa.
- 1995: Muztagata (7546 m) mit Ski.
- 1998: Mount McKinley (6194 m), Via Messner.
- 2002: Gasherbrum IV, Versuch einer ersten Wiederholung des spigolo italiani bis 7100 m.
- 2004: Drei Wochen mit der pakistanischen und drei Wochen mit der indischen Armee auf dem Siachengletscher für den Dokumentarfilm Siachen: a war for ice.
- 2006/2007/2008: Elbrus (5642 m), drei Aufstiege mit Ski und Traversierung Nord-Süd.
- 2009: Kaukasus-Traversierung mit Ski vom Kaspischen Meer ans Schwarze Meer mit Alexey Shustrov.
- 2010: Damavand (5761 m), Aufstieg und Abfahrt mit Ski.
- 2014: Versuch Wintertraversierung Afghanistan von Herat zum Wachankorridor für den Film Afghan Winter.
- 2015: Winterexpedition Tien Shan und Altai (China) für den Film To the origins of skiing.
- 2016 und 2017: Wintertraversierung der Karpaten von Bratislava zum Eisernen Tor.

## Filme (Auswahl)
- 2002: G4: Una cresta tra passato e guerra, Iceberg Film, RSI. Regie Fulvio Mariani, Mario Casella.
- 2005: Siachen: Una guerra per il ghiaccio, Iceberg Film, RSI. Regie Fulvio Mariani, Mario Casella.
- 2008: Grozny Dreaming, Iceberg Film, RSI. Regie Fulvio Mariani, Mario Casella.
- 2011 bis 2016: Le nevi della seta – The Silk Snow. Iceberg Film, SRG SSR, Arte G.E.I.E. Regie Fulvio Mariani, Mario Casella. Drei Teile: Iran, Afghanistan, Kirgistan–China.
- 2016: Gli uomin del Tunnel, RSI. Regie Paul Nicol, Mario Casella.
- 2019: Die Mineure vom Gotthard, SRF, Regie Paul Nicol, Mario Casella.
- 2021: Pandemia, RSI. Regie Philippe Blanc, Mario Casella.

## Schriften
- Cime di Guerra. Il Gasherbrum IV nel conflitto tra India e Pakistan. CDA&Vivalda Editori, Turin 2004.
- Gasherbrum IV. Le sommet de tous les dangers. Filigranowa, Lyon 2010.
- Nero-bianco-nero. Un viaggio tra le montagne e la storia del Caucaso. Gabriele Capelli Editore, Mendrisio 2011.
  - Schwarz Weiss Schwarz. Eine abenteuerliche Reise durch das Gebirge und die Geschichte des Kaukasus. AS Verlag, Zürich 2016.
- Calendario verosimile. Racconti. Gabriele Capelli, Mendrisio 2014.
- Il peso delle ombre. Racconti veri o false storie? Gabriele Capelli, Mendrisio 2017.
  - Die Last der Schatten. Wenn Alpinisten nicht die ganze Wahrheit sagen. AS Verlag, Zürich 2018.
  - Le poids des ombres. Récits véridiques ou histoires mensongères? Übersetzung Étienne Barilier. Edtitions Slatkine, Genf 2020.
- Oltre Dracula. Un cammino invernale nei Carpazi. Ediciclo Editore, Portogruaro 2019.
  - Jenseits von Dracula. Eine Winterwanderung in den Karpaten. AS Verlag, Zürich/Ziegelbrücke 2022.
- Senza scarpe. Romanzo biografico. Gabriele Capelli, Mendrisio 2022.
- Der Wanderfotograf. Biografischer Roman. Mit Fotos von Roberto Donetta. Vorwort von Guido Magnaguagno. Atlantis Literaturverlag, Zürich 2023.

## Auszeichnungen
- 2010: Albert Mountain Award zusammen mit Fulvio Mariani.
- 2011: Premio Leggimontagna 2011 (Sezione Narrativa) für das Buch Nero-bianco-nero.
- 2012: Grand Prix Graz, Berg- und Abenteuerfilmfestival, für den Film Siachen – a War for Ice.
- 2013: Premio ITAS (Trento) für das Buch Nero-bianco-nero.
- 2016: Prix Vie des hommes am Film festival international de montagne in Autrans für Afghan Winter.
- 2018: Zweiter Preis Premio Leggimontagna 2018 für das Buch Il peso delle ombre.
- 2019: Premio della Montagna – Cortina d’Ampezzo. Für das Buch Oltre Dracula.
- 2020: Endauswahl Grand Prix du Salon du livre de Passy. Für das Buch Le poids des ombres.
- 2020: Endauswahl Grand Prix du livre de montagne FIFAD – Diablerets. Für das Buch Les poids des ombres.